# Прива, Эдмон
Эдмо́н Прива́ (Edmond Privat, 17 августа 1889, Женева — 28 августа 1962, Роль) — франкоговорящий швейцарский эсперантист, историк, профессор Женевского университета, писатель (поэт и драматург), журналист. Первый историк эсперанто-движения.

## Биография
Изучив эсперанто в возрасте 14 лет, Эдмон Прива уже в следующем 1904 году совместно с Хектором Ходлером, будущим основателем UEA, организовал издание журнала «Молодой эсперантист» (Juna esperantisto).
В 1905 году он пешком дошёл до Булонь-сюр-Мер, где принял участие в 1-м Всемирном конгрессе эсперантистов.
Прива неоднократно предпринимал путешествия с целью пропаганды эсперанто: в 1907—1908 он посетил Америку, Англию и Францию; в 1912 году — Россию и страны Центральной Европы.
Свидетельством его активной эсперанто-деятельности служат те факты, что он: представлял эсперанто в Лиге Наций, являлся президентом UEA, организовывал международные конференции и радиопередачи на эсперанто. Кроме эсперанто-движения, Прива принимал участие и в общественной жизни своей страны, а также вёл педагогическую деятельность, будучи автором ряда учебников.
Умер Эдмон Прива в 1962 году.

## Избранные произведения
- Edmond Privat. Karlo: Facila Legolibro por la Lernado de Esperanto (эсп.). — Parizo: Librairie d' Espéranto, 1909. Архивировано 27 ноября 2021 года. — учебник в виде дидактического романа. Переиздавался 18 раз.
- В тишине (Tra l’silento, 1912) — сборник стихотворений.
- Гиневра (Ginevra, 1913) — драма в стихах, основанная на старой кельтской легенде.
- История эсперанто (Historio de la lingvo Esperanto, первый том — 1912, второй — 1927)
- Edmond Privat. Vivo de Zamenhof (эсп.). — Londono: Brita Esperanto-Asocio, 1920. — 208 с. Архивировано 21 ноября 2021 года.
- Выражения чувств в эсперанто (Esprimo de sentoj en Esperanto, 1931)
- Отношения между народами (Interpopola konduto, 1934)
- Приключения пионера (Aventuroj de pioniro, 1963) — книга, в которой описаны взгляды Прива на жизнь, его встречи со многими выдающимися личностями своего времени.
- Жизнь Ганди (Vivo de Gandi, 1967)

### Рецензии
- Nikolao Gudskov. Edifoj de afekta junulino (эсп.) // La Ondo de Esperanto : журнал. — 2014. — No. 12 (242). Архивировано 6 мая 2021 года. Рецензия на книгу Vizio de juna virino.
- Walter Żelazny. Ĉu ĉiam nur reeldoni? (эсп.) // La Ondo de Esperanto : журнал. — 2007. — No. 12 (158). Архивировано 7 мая 2021 года. Рецензия на книгу Vivo de Zamenhof.
- Pavel Moĵajev. Verko ne revelacia, sed ja pensiga (эсп.) // La Ondo de Esperanto : журнал. — 2007. — No. 8—9 (154—155). Архивировано 17 мая 2021 года. Рецензия на книгу Interpopola konduto.
- Carlo Minnaja. Modesta dimensie, granda spirite (эсп.) // Esperanto : журнал. — 2008. — Januaro (no. 1210 (1)). — P. 14. — ISSN 0014-0635. Рецензия на книгу Vivo de Zamenhof.